# Mohamed Bouazizi
Mohamed Bouazizi (29. marts 1984 – 4. januar 2011) var en tuneser, der solgte frugt og grønt i byen Sidi-Bouzid. Han satte ild på sig selv i protest mod, at politiet forbød ham frugtsalget, da han ikke havde nogen licens. Han døde senere af sine kvæstelser.
Hans aktion førte til omsiggribende uroligheder, der senere blev til Jasminrevolutionen.

## Fodnoter
1. ↑  Berlingske Tidende: Stor frustration bag uro i Tunesien, opdateret 11. januar 2011, besøgt 18. januar 2011

| Biografi | Spire Denne biografi er en spire som bør udbygges. Du er velkommen til at hjælpe Wikipedia ved at udvide den. |